# Айо, Бенес Христоферович
Бенес Христоферович Айо (латыш. Beness Aijo; род. 8 июня 1979, Рига, Латвийская ССР), также известен по прозвищу Чёрный Ленин — латвийский и российский политический активист, коммунист и национал-большевик.
С 1998 года был членом Национал-большевистской партии. Айо также является членом Коммунистической партии Великобритании (марксистско-ленинской). Участвовал во многих акциях солидарности с Палестиной. Участник российско-украинской войны с 2014 года. Его неоднократно арестовывали в разных странах и судили за политическую деятельность.

## Биография
Бенес Айо родился в Резекне (Латвийская ССР). Его отец — угандиец, а мать — русская. Он изучал биологию в Латвийском университете.
7 мая 2005 года Айо был арестован за подрыв дымовых шашек во время визита Джорджа Буша в Латвию. Позже в том же году Айo был арестован и приговорён к 9 месяцам тюрьмы за призывы к свержению государственного строя и впоследствии объявил голодовку в тюрьме, которая длилась 27 дней, пока состояние его здоровья не ухудшилось до такой степени, что он был доставлен в больницу. После пяти с половиной месяцев в тюрьме его мера пресечения была изменена с содержания под стражей на полицейский надзор, в связи с диабетом.
После этого Айо покинул Латвию и переехал в Лондон (Великобритания). Он изучал микробиологию в Биркбеке (Лондонский университет). Позже Айо работал строителем в Терминале 2 аэропорта Хитроу. Он играл активную роль в политических митингах в Великобритании, где был связан с Коммунистической партией Великобритании (марксистско-ленинской) и участвовал в пропалестинских демонстрациях.
С мая по июнь 2013 года он находился в Палестине, где принимал участие в акциях против израильского правительства. Находясь в Палестине, Айо получил медицинскую подготовку.
14 сентября 2013 года в Москве Айо принял участие в съезде политической партии «Другая Россия». 19 ноября 2013 года Айо участвовал в Лондоне в акции памяти Александра Долматова. 29 ноября 2013 года он организовал в Гааге очередную акцию памяти Долматова. Бенес был арестован и провёл шесть недель в голландской тюрьме.

### Российско-украинская война
В 2014 году Айо уехал в Крым во время аннексии полуострова Россией. 1 апреля 2014 года он был арестован в Донецке за «подготовку вооружённого переворота с целью свержения правительства и подрыва территориальной целостности Украины» и депортирован в Великобританию, где Айо принимал участие в демонстрациях в течение нескольких недель.
В мае 2014 года, несмотря на запрет на въезд в страну в течение трёх лет, Айо попытался пересечь границу Украины вместе с ещё двумя активистами. Он был задержан государственной пограничной службой Украины и депортирован в Латвию, где был задержан Государственной полицией Латвии в Рижском аэропорту.
16 мая Рижский центральный районный суд постановил взять Айо под стражу, а Государственная полиция Латвии начала уголовное преследование за подстрекательство к насильственному свержению правительства Латвии, изменению политической системы и ликвидации национальной независимости Латвии. Айо назвал обвинения «сфабрикованными» и «политическими репрессиями» и выразил желание добиться оправдательного приговора, а также компенсации морального ущерба. В ночь на 30 мая члены крайне левой партии «Другая Россия» запустили петарды и дымовые шашки в Генеральное консульство Латвии в Санкт-Петербурге и установили флаг СССР на фасаде здания, распространяли листовки и требовали освобождения Айо.
Несмотря на то, что он находился под наблюдением полиции, в начале 2015 года ему удалось сбежать из Латвии автостопом в Таллин, где он сел на паром в Финляндию, а затем на автобусе отправился в Россию, в конечном итоге прибыв на восток Украины, где присоединился к вооружённым силам подконтрольной России Луганской Народной Республики. Суд Центрального района Риги впоследствии начал розыск Айо.
Позже Айо сообщил, что участвовал в боевых действиях в Дебальцево и возле Станицы Луганской, а также получил звание сержанта, пройдя путь от наводчика артиллерийской гаубицы до члена мотострелковой бригады. В середине апреля 2019 года Государственная полиция Латвии объявила Айо подозреваемым по делу о незаконном участии в войне на Донбассе.
В начале 2020 года он был задержан в Яренске Архангельской области России, где Айо планировал принять участие в акции протеста против строительства мусорной свалки. Генеральная прокуратура Латвии запросила его экстрадицию в Латвию, а Айо попросил Владимира Путина предоставить политическое убежище в России. Айо был освобождён из тюрьмы в феврале 2020 года.
В 2022 году Айо принимал активное участие в полномасштабном вторжении России на Украину. А в начале 2023 года Айо получил российское гражданство, после чего власти Латвии лишили его латвийского гражданства на основании запрета двойного гражданства в стране.

## Награды
- Медаль «Воин-интернационалист» (Донецкая Народная Республика)[31]
- Памятная медаль «100 лет Великой Октябрьской социалистической революции» (КПРФ, 2017)[32]
- Памятная медаль «В ознаменование 140-летия со дня рождения И. В. Сталина» (КПРФ, 2019)[33]
- Нагрудный знак «Доброволец Донбасса»